# 1960-as magyar birkózóbajnokság
Az 1960-as magyar birkózóbajnokság az ötvenharmadik magyar bajnokság volt. A kötöttfogású bajnokságot július 9. és 10. között, a szabadfogású bajnokságot pedig július 3-án rendezték meg, mindkettőt Budapesten, a Nemzeti Sportcsarnokban.

## Eredmények

### Férfi kötöttfogás
| Versenyszám  | Arany                       | Arany | Ezüst                         | Ezüst | Bronz                              | Bronz |
| ------------ | --------------------------- | ----- | ----------------------------- | ----- | ---------------------------------- | ----- |
| Lepkesúly    | Páger Antal Bp. Honvéd      |       | Módos János Szigetvári Zrínyi |       | Rádi István Kiskunfélegyházi Vasas |       |
| Légsúly      | Hódos Imre Debreceni VSC    |       | Benkő Gyula Szegedi VSE       |       | Czellér Béla Bp. Honvéd            |       |
| Pehelysúly   | Gutman József Diósgyőri VTK |       | Kellermann József Bp. Honvéd  |       | Polyák László Tatabányai Bányász   |       |
| Könnyűsúly   | Polyák Imre Újpesti Dózsa   |       | Viczek József Diósgyőri VTK   |       | Hoffmann Géza Bp. Honvéd           |       |
| Váltósúly    | Tarr Gyula BVSC             |       | Deli József Vasas SC          |       | Radics Lajos Ferencvárosi TC       |       |
| Középsúly    | Kovács Sándor Szegedi VSE   |       | Zsibrita János Bp. Honvéd     |       | Klár Mihály Bp. Honvéd             |       |
| Félnehézsúly | Hollósi Géza Bp. Honvéd     |       | Piti Péter Vasas SC           |       | Lengyel László Vasas SC            |       |
| Nehézsúly    | Kozma István Vasas SC       |       | Vászin Péter Debreceni VSC    |       | Höhn József Szegedi VSE            |       |

### Férfi szabadfogás
| Versenyszám  | Arany                        | Arany | Ezüst                         | Ezüst | Bronz                        | Bronz |
| ------------ | ---------------------------- | ----- | ----------------------------- | ----- | ---------------------------- | ----- |
| Lepkesúly    | Páger Antal Bp. Honvéd       |       | Módos János Szigetvári Zrínyi |       | Kereszturi János Szegedi VSE |       |
| Légsúly      | Kunszt Lajos Vasas SC        |       | Fuszek Ferenc Bp. Honvéd      |       | Völgyi László BVSC           |       |
| Pehelysúly   | Kellermann József Bp. Honvéd |       | Kruj Iván Ferencvárosi TC     |       | Macsek Ottó Ferencvárosi TC  |       |
| Könnyűsúly   | Hoffmann Géza Bp. Honvéd     |       | Tóth Lajos Csepel SC          |       | Benkő Béla Ferencvárosi TC   |       |
| Váltósúly    | Tóth Gyula Bp. Honvéd        |       | Radics Lajos Ferencvárosi TC  |       | Zsibrita János Bp. Honvéd    |       |
| Középsúly    | Hollósi Géza Bp. Honvéd      |       | Székely Pál BVSC              |       | Kovács Sándor Szegedi VSE    |       |
| Félnehézsúly | Körbl Antal Csepel SC        |       | Lengyel László Vasas SC       |       | Kovács János Debreceni VSC   |       |
| Nehézsúly    | Reznák János Ceglédi VSE     |       | Vigh Imre Ferencvárosi TC     |       | Hőhn József Szegedi VSE      |       |